# Église catholique en Macédoine du Nord
L'Église catholique en Macédoine du Nord (en macédonien : Католичката црква во Северна Македонија, Katoličkata crkva vo Severna Makedonija), désigne l'organisme institutionnel et sa communauté  locale ayant pour religion le catholicisme en Macédoine du Nord.
L'Église en Macédoine du Nord est organisée en deux juridictions épiscopales, le diocèse de Skopje (en), appartenant à la province ecclésiastique de Sarajevo, et l'éparchie de Strumica-Skopje, qui ne sont pas soumises à une juridiction nationale au sein d'une église nationale mais qui sont soumises à la juridiction universelle du pape, évêque de Rome, au sein de « l'Église universelle ».
Ses deux juridictions sont des Églises particulières couvrant toutes les deux totalement la Macédoine, mais avec deux rites liturgiques différents :
- Le diocèse de Skopje (en), suffragant de l'archidiocèse de Sarajevo qui situé en Bosnie-Herzégovine, est de rite latin ;
- L'éparchie de l'assomption de la bienheureuse Vierge-Marie de Strumica-Skopje, qui est exemptée, est de rite byzantin.

Les deux rites sont unis sous la juridiction de Mgr Kiro Stojanov qui a une fonction bi-rituelle en qualité d’évêque et d’exarque (ou éparque).
En étroite communion avec le Saint-Siège, l'évêque-exarque de Strumica-Skopje (en) est membre d'une instance de concertation, la conférence épiscopale internationale des saints Cyrille et Méthode qui rassemble les évêques et exarques du Kosovo, de la Serbie, du Monténégro et de la Macédoine du Nord.
Depuis 1797, la Macédoine du Nord n'a plus de religions d'État ni officielles et depuis 1991, l'article 54 de la Constitution précise que « la limitation des libertés ne peut être discriminatoire par rapport à la religion [mais elles] peuvent être limités pendant l'état de guerre ou l'état d'alerte », autorisant, ainsi l'Église catholique.
Dans une population de 2,1 millions d'habitants, l'Église catholique est une communauté minoritaire avec seulement 20 000 catholiques (0,37 %), après les orthodoxes (64,8 %) et les musulmans (33,3 %),.